# Herb Koźminka
Herb Koźminka – jeden z symboli miasta i gminy Koźminek, ustanowiony 24 marca 2022.

## Wygląd i symbolika
Herb przedstawia na tarczy koloru błękitnego srebrną basztę z trzema blankami, a na niej tarczę francuską dzieloną w pas: pole górne to czarny wspięty półlew na złotym tle, na polu dolnym na czerwonym tle umieszczono cztery czarne romby. 